# 클레오파트라 5세 트뤼파이나

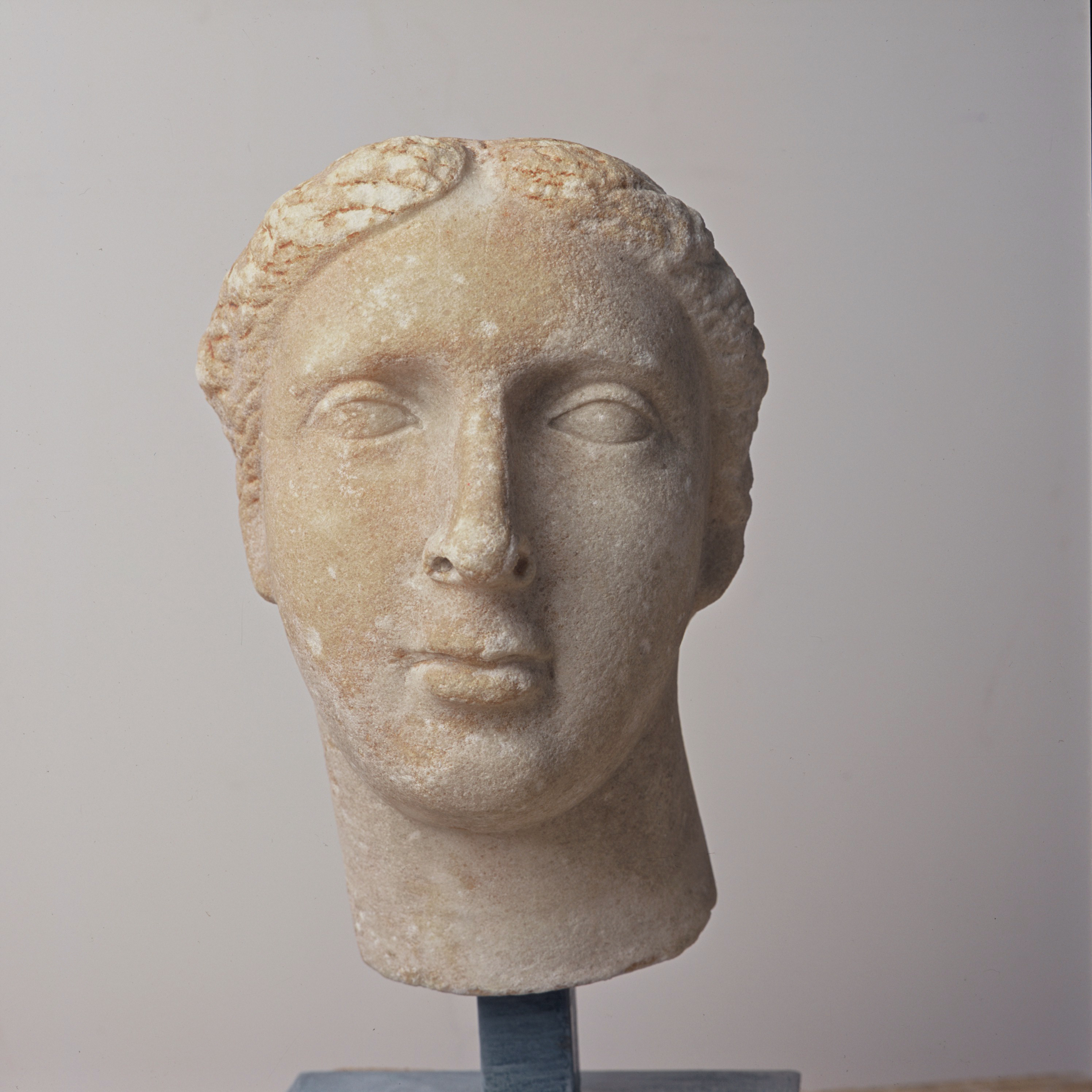

클레오파트라 5세 트뤼파이나 또는 클레오파트라 6세 트뤼파이나(그리스어:Κλεοπάτρα Ε' Τρύφαινα, 영어:Cleopatra V Tryphaena, 기원전 95년 - 기원전 69년/68년 혹은 기원전 57년)는 고대 이집트 프톨레마이오스 왕조의 파라오이다. 아버지는 프톨레마이오스 9세 라튀로스이며 어머니는 불명이다. 또한 프톨레마이오스 12세 아울레테스의 여동생이자 아내이며, 베레니케 4세의 어머니이다. 아직까지도 클레오파트라 5세를 클레오파트라 6세와 동일인물로 여기고, 다른 사람의 클레오파트라 세레네 1세와 클레오파트라 5세 세레네를 동일인으로 보고있다. 트뤼파이나가 그 유명한 클레오파트라 7세의 어머니라는 설도 있지만 확실한 것은 아니다.

## 정체성과 사망시기 논란
트뤼파이나는 라튀로스의 서자로서 태어났다. 기원전 79년에 파피루스 문서에 처음으로 이름이 등장해서, 오빠인 아울레테스와 결혼했을 것이라고 추측한다. 그러나 기원전 69년 이후의 기념비 등에서 그녀의 이름이 발견되지 않으며, 기원전 68년부터는 공식문서에서 클레오파트라 5세의 이름을 찾을 수 없고 아울레테스가 더 이상 그녀에 대한 언급을 하지 않아 그녀는 이미 사망한 것으로 추측하는 견혜도 있다. 만약 이러한 가설이 옳다면, 기원전 58년에 아울레테스가 이집트에서 추방된 이후에 베레니케 4세와 공동으로 통치하는 나머지 한 명의 클레오파트라는 클레오파트라 5세가 아니고 그녀의 딸인 클레오파트라 6세가 된다.
그러나 기원전 57년경의 이드푸 신전(Edfu)에 있는 헌정(獻呈)의 글에 아울레테스와 함께 클레오파트라 5세의 이름이 쓰여져 있는 것으로 확인되어 그녀는 기원전 69년경에 아직 죽지 않았으며, 대부분의 학자들은 '클레오파트라 5세는 아울레테스가 추방된 이후에도 베레니케 4세와 공동으로 통치하고 있었다'라고 해석하는 것을 정설로 여기고 있다.
역사가 Werner Huß는 기원전 69년경에 아울레테스가 클레오파트라 5세와 이혼하고 멤피스의 유력한 집안의 여성과 결혼했다고 추측하여, 이 여성과의 아이가 클레오파트라 7세라고 주장하였다. 만약 이 가설이 맞다면, 역사가 스트라본이 주장한 '아울레테스에겐 세 명의 딸이 존재하였다.'라는 기술과 일치한다.
위와 같은 이유들로 클레오파트라 5세 트뤼파이나와 클레오파트라 6세 트뤼파이나를 동일인물로 간주하고, 클레오파트라 5세 세레네를 클레오파트라 세레네 1세로 보는 경향이 있다.
또한 클레오파트라 5세(혹은 6세)는 기원전 57년 이후 공식문서로부터 이름이 등장하지 않아 당해에 사망했을 것으로 추측되며, 베레니케 4세가 아버지인 아울레테스가 기원전 55년에 이집트에 돌아오기 전까지 단독으로 통치하고 있었을 것으로 짐작된다.

## 관련 문헌
- John Whitehorne, Cleopatras (Routledge, 1994), ISBN 0-415-05806-6
- Werner Huß: Ägypten in hellenistischer Zeit (Egypt in Hellenistic times). C. H. Beck, Munich 2001.

## 참조
- Genealogy of Ptolemaic Dynasty